# Institut de théologie biblique
Pour les articles homonymes, voir ITB.
L'Institut de théologie biblique (ITB) est un institut de théologie situé à Léognan, près de Bordeaux, en France. Fondé en 1968, il est affilié aux Assemblées de Dieu de France. L'école offre des formations de théologie évangélique.

## Histoire
L’école est fondée par les Assemblées de Dieu de France en 1968, dans un château de Bièvres au sud de Paris, sous le nom de Centre de formation biblique (CFB) .  En 1986, l’école quitte Bièvres pour Léognan. En 1994, le CFB est renommé Institut de théologie biblique. 

## Programmes
L’école offre des programmes en théologie évangélique, dont le certificat et la licence.
Le programme de l'institut couvre trois ans. L'institut dispense des cours en formation biblique, théologique et pratique.